# Jsou mezi námi
Jsou mezi námi (anglicky They Live) je americký sci-fi thriller / horror z roku 1988 režiséra Johna Carpentera , který napsal i scénář pod pseudonymem Frank Armitage (což je také jedna z postav ve filmu). Částečně sci-fi thriller a částečně černá komedie, film reaguje na soudobé obavy z ekonomické krize ve společnosti stavící na přední místa hmotný zisk a demonstrativní spotřebu.

## Herecké obsazení
| Roddy Piper          | tulák Nada                                               |
| Keith David          | Frank Armitage                                           |
| Meg Fosterová        | Holly Thompsonová, zaměstnankyně TV společnosti Cable 54 |
| George 'Buck' Flower | tulák                                                    |
| Peter Jason          | Gilbert                                                  |
| Sy Richardson        | revolucionář                                             |
| Susan Blanchardová   | naivní dívka                                             |
| Norman Alden         | předák                                                   |

## Děj
Nezaměstnaný tulák Nada přijíždí do Los Angeles, kde si sežene práci na stavbě. Seznámí se s dělníkem Frankem Armitage, který jej po směně vezme s sebou do chudinského ghetta, kde Nada dostane najíst. Nada si povšimne podezřelých aktivit kolem blízkého kostela. Slepý kněz nabádá lidi, aby prohlédli, policejní helikoptéra neustále monitoruje terén a televizní vysílání je rušeno signálem, který obsahuje naléhavé varování vousatého muže týkající se růstu chudoby, chamtivosti mocných a plundrování zdrojů. Tulák Nada se rozhodne kostel prozkoumat a objeví zde magnetofon, který přehrává pásku se zpěvem kostelního sboru. V tajné skrýši náhodou objeví krabice, ale než stihne zjistit, co je uvnitř, chytí jej kněz. Dalšího dne pozoruje dalekohledem okolí kostela a zaregistruje, že jeho chráněnci spěšně nakládají do automobilu několik krabic. Večer přijíždí policejní komando s buldozerem, který začne srovnávat ghetto se zemí. Policie tvrdě zasahuje proti bezdomovcům a Nada je svědkem brutálního útoku na kněze z kostela a jeho pomocníka. Společně s několika ostatními se stihne ukrýt před pátrající policií. Další den se jde podívat do kostela, kde je vše zničené. Tajný úkryt zůstal neodhalen a Nada si odsud odnese jednu krabici. V postranní uličce ji otevře a zjistí, že obsahuje pouze mnoho slunečních brýlí. Je zklamaný a krabici ukryje do popelnice. Jedny vypadlé brýle si vezme a nasadí si je.
Rychle zjistí, že jsou speciální. Pohledem přes ně vidí skutečnou realitu: reklamy a média obsahují povely k poslušnosti, rozmnožování majetku a konzumu (např. peníze jsou pouze papírky s textem „TOTO JE VÁŠ BŮH“, na reklamních panelech, v časopisech atd. jsou nápisy „BUĎ POSLUŠNÝ“, „SPI“, „PŘIZPŮSOB SE“, „NEMYSLI“, „NEPTEJ SE“, „KONZUMUJ“ aj.). Společnost lidí je kontrolována humanoidními mimozemskými vetřelci s groteskními tvářemi v podobě lebky. Nada v obchodě konfrontuje jednu mimozemšťanku, která pomocí náramkových hodinek (vysílačky) upozorní ostatní, že je v obchodě jeden člověk, který pravděpodobně „vidí“. Dva policisté-vetřelci se jej snaží zpacifikovat, ale Nada je zabije a vezme si jejich zbraně. V bance postřílí několik vetřelců (když namíří na jednoho z nich, ten pomocí hodinek zmizí) a na ulici zničí malý létající disk - kameru. Vezme jako rukojmí ženu jménem Holly Thompsonovou (zaměstnankyni televizní společnosti Cable 54) a odjíždí s ní do jejího bytu. Tady se jí snaží vysvětlit, o co jde, ale Holly mu nevěří. Nadu navíc začíná bolet hlava, to způsobuje dlouhé nošení anti-mimozemšťanských brýlí. Ve chvilce nepozornosti jej Holly strčí do okna a on vypadne dolů na svah. Zraní se a snaží se zmizet, zatímco Holly ihned informuje policii. Všimne si, že na podlaze zůstaly tmavé brýle, které Nada odložil.
Ten se mezitím vrací do uličky, kde ukryl do popelnice krabici s brýlemi. Už tam není, ale opodál je popelářský vůz, ve kterém ji objeví. Pak kontaktuje na staveništi Franka, ale ten s ním nechce nic mít, protože je hledaným mužem (k pátrání po Nadovi jsou pomocí médií vyzýváni i občané). Nada jej nutí, aby si nasadil brýle a uviděl skutečnost, ale Frank o to nestojí. Nada mu brýle nasadí násilím až po dlouhé rvačce v uličce. Frank se nestačí divit. Dvojice vzbuzuje podezření a tak si pronajímá pokoj v hotelu, kde si chce naplánovat další postup. Frank navrhuje, že by se měli pokusit najít výrobce brýlí. Kontaktuje je Gilbert, který také pobýval v chudinském ghettu a dá jim tip na schůzku odbojářské organizace. Oba muži se dostaví a obdrží zde kontaktní čočky místo brýlí (jsou šetrnější a neunavují tolik). Dozví se od vousatého muže (který hovořil v partyzánském televizním vysílání), že Země je zotročena vetřelci, kteří vyčerpávají její zdroje. Lidem, kteří jim slouží, poskytnou určitou dávku luxusu. Zkrátka je uplatí. Globální oteplování je důsledek jejich snahy o přiblížení podmínek na Zemi k jejich vlastním. Jakmile bude pozemské zdroje vyčerpány a planeta zničena, přesunou se na jinou. Mimozemšťané využívají silný signál k jejich kamufláži, pokud by byl přerušen, každý člověk spatří jejich skutečnou identitu (kterou partyzáni vidí díky slunečním brýlím a kontaktním čočkám). Frank dostane jejich náramkové hodinky, které slouží jako vysílačka a teleportovací zařízení. Na schůzce uvidí také Holly, která se mu omluví, že mu nevěřila a vyhodila jej z okna.
Schůzka je přerušena vpádem policejních sil, které nemilosrdně pálí po aktivistech. Frankovi s Nadou se podaří prostřílet do boční uličky, kde jsou obklíčeni. Frank náhodně aktivuje teleportační portál, když odhodí hodinky na zem. Oba proskočí do vzniklé díry a ocitnou se v podzemí. Sítí chodeb dorazí do sálu, kde vetřelci oslavují se svými lidskými kolaboranty definitivní vítězství nad partyzány. Jeden z kolaborantů (dříve také bezdomovec z ghetta) se domnívá, že Frank a Nada se právě připojili k mimozemšťanům a bere je na prohlídku. Ukazuje jim mnoho z prostředků jejich společnosti včetně např. teleportů na vzdálené planety. Součástí je i podzemní patro budovy společnosti Cable 54, odkud je vysílán kamuflážní signál. Dvojice mužů zahájí akci, zastřelí ochranku televizního studia a probíjí se nahoru na střechu. Cestou narazí na Holly, kterou berou s sebou. Na střeše Nada spatří zdroj signálu - satelitní vysílač. Holly zastřelí Franka a nutí Nadu, aby odhodil svou pistoli. Tím vyjde najevo, že také kolaboruje s vetřelci. Nad budovou krouží policejní helikoptéra, jejíž posádka jej vyzývá, aby se vzdal. Ten sice odhodí pistoli, ale stihne vytáhnout z rukávu druhou a zastřelit Holly. Než je sám zastřelen mimozemšťany z vrtulníku, vypálí do vysílacího zařízení a způsobí tím jeho zkázu. Signál je přerušen a všichni lidé na Zemi spatří mimozemské vetřelce v jejich pravé podobě.

## Citáty
„Brácho, život je čubka a zase hárá.“ (Nada k Frankovi)
„Přišel jsem si sem zažvejkat a nakopat vám prdel. A došla mi žvejkačka.“ (Nada dělá razii v bance)

## Produkce
Inspirace k filmu pochází ze dvou hlavních zdrojů:
- povídka Raye Nelsona „Eight O'Clock in the Morning“ (česky vyšla ve sci-fi časopisu Ikarie pod názvem „Ráno, přesně v 8.00“) o mimozemské invazi
- příběh „Nada“ ze sci-fi komiksové knihy Alien Encounters

Režisér John Carpenter popisuje Nelsonovu povídku takto: „Příběh ve stylu filmu D.O.A. z roku 1950. Muž je uveden hypnotizérem do transu a po probuzení zjistí, že celá lidská rasa byla zhypnotizována a je ovládána mimozemskými vetřelci. K vyřešení problému má čas pouze do 8 hodin ráno.“ Carpenter získal práva k povídce i komiksovému příběhu a napsal filmový scénář, který staví na Nelsonově povídce.
Politické elementy ve filmu pocházejí s rostoucí Carpenterovou nespokojeností se vzrůstající komercionalizací populární kultury a politiky v 80. letech 20. století. Poznamenává: „Začal jsem opět sledovat televizi. Uvědomil jsem si, že všechno, co na obrazovce vidíme, je navrženo tak, aby se prodalo. Celé je to o vytvoření touhy diváka po koupi něčeho. Jedinou věcí, která je zajímá je získat naše peníze.“
Carpenter se rozhodl použít pseudonym Frank Armitage jako odkaz na svého oblíbeného spisovatele Howarda Phillipse Lovecrafta, s jehož pojetím světa sympatizoval. Armitage je postava z Lovecraftova horroru Dunwichská hrůza (anglicky The Dunwich Horror). Po zajištění rozpočtu ve výši cca 3 000 000 $ se začalo natáčet. Do hlavní role (Nada) obsadil profesionálního wrestera Roddyho Pipera, kterého potkal dříve v roce 1987 na WrestleManii III. Do role Franka obsadil Keitha Davida, s jehož výkonem byl velmi spokojen ve svém dřívějším filmu Věc (Keith David zde hrál mechanika Childse). Natáčení filmu se uskutečnilo během 8 týdnů v březnu a dubnu roku 1988 v Los Angeles. Součástí filmu je cca pětiminutová rvačka Nady (Roddyho Pipera) s Frankem (Keithem Davidem) o speciální brýle, které umožňují vidět pravou realitu. Nada nutí Franka, aby si je vyzkoušel, což on odmítá. John Carpenter vzpomíná, že scénka se nacvičovala 3 týdny a byla inspirována rvačkou mezi Johnem Waynem a Victorem McLaglenem z filmu Tichý muž (1952, anglicky The Quiet Man).